# HC Stadion Vrchlabí
HC Stadion Vrchlabí – czeski klub hokeja na lodzie z siedzibą w Vrchlabí.

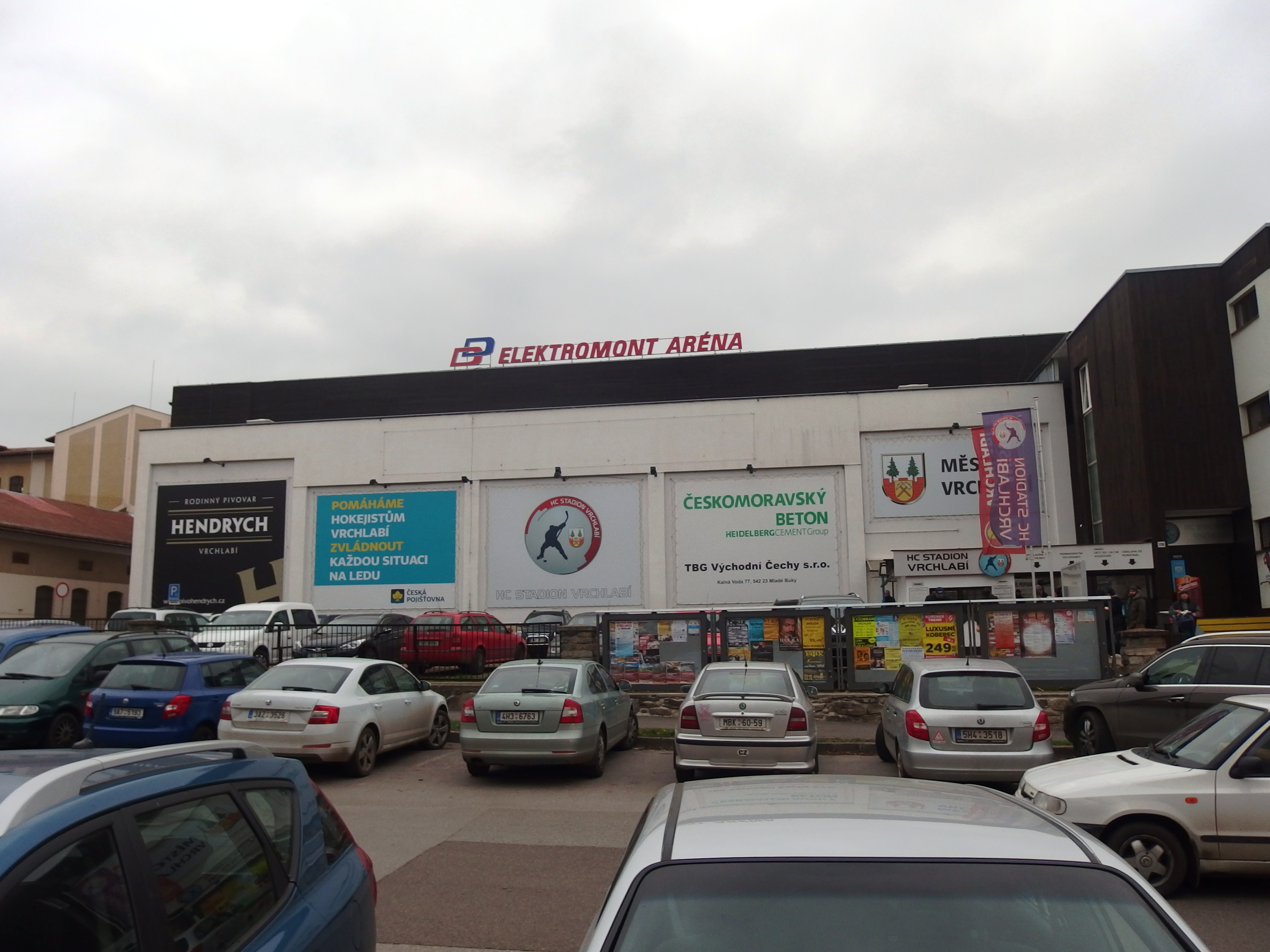
Lodowisko klubu

## Historia
Chronologia nazw
- 1948 – TJ Stadion Vrchlabí (Tělovýchovná jednota Stadion Vrchlabí)
- 1997 – HC Vrchlabí (Hockey Club Vrchlabí)
- 2011 – HC Stadion Vrchlabí (Hockey Club Stadion Vrchlabí)